# 德夫·古隆
德夫·古隆（1958年10月8日—）是尼泊尔的一个政治家，隶属于尼泊尔共产党（毛主义中心）。2002年，任全尼泊尔民族自由学生联盟主席。2008年8月22日，任尼泊尔法律和司法部长。2022年8月20日，任尼泊尔共产党（毛主义中心）总书记。